# Polska Hokej Liga (2018/2019)
Polska Hokej Liga 2018/2019 – 64. edycja ekstraligi polskiej oraz 84 sezon rozgrywek o mistrzostwo Polski w hokeju na lodzie rozegrany na przełomie 2018 i 2019 roku. Do rozgrywek przyjęto dwanaście klubów, w tym dwa zespoły beniaminków: KS Toruń HSA (zwycięzca I ligi 2017/2018) oraz Zagłębie Sosnowiec (wicemistrz I ligi, który wykupił „dziką kartę” w PHL). Tytułu mistrza Polski bronił zespół GKS Tychy, który w poprzednim sezonie zdobył trofeum po raz trzeci w historii. Przed startem sezonu po raz piąty został rozegrany mecz o Superpuchar Polski, w którym zmierzyły się GKS Tychy z Comarch Cracovią.
Sezon zasadniczy rozpoczął się we wrześniu 2018 roku,trwał do lutego 2019 roku i składał się z czterech rund spotkań. Spotkania ligowe były transmitowane przez stację TVP Sport, a także przez telewizje internetowe.

## Uczestnicy rozgrywek
W sezonie 2018/2019 uprawnionych do gry w Polskiej Hokej Lidze było jedenaście klubów. Dziesięć z poprzedniego sezonu oraz zwycięzca I ligi Nesta Mires Toruń, natomiast z ligi spadła drużyna Naprzodu Janów. W dniu 14 czerwca 2018 władze PHL poinformowały, że kluby KH Tauron GKS Katowice, MKS Comarch Cracovia, JKH GKS Jastrzębie, jako trzy pierwsze otrzymały licencję na występy w sezonie. 22 czerwca 2018 ogłoszono przyznanie licencji klubom: Orlik Opole S.A., Pomorski Klub Hokejowy 2014 S.A., KS Unia Oświęcim, 26 czerwca 2018 dla klubów GKS Tychy i Podhale Nowy Targ, wkrótce potem dla TMH Polonia Bytom, na początku lipca 2018 KS Toruń HSA.
|    | Kluby w sezonie 2018/2019     |
| -- | ----------------------------- |
| 1  | GKS Tychy                     |
| 2  | KH Tauron GKS Katowice        |
| 3  | KH TatrySki Podhale Nowy Targ |
| 4  | MKS Comarch Cracovia          |
| 5  | JKH GKS Jastrzębie            |
| 6  | KS Unia Oświęcim              |
| 7  | Orlik Opole                   |
| 8  | TMH Tempish Polonia Bytom     |
| 9  | MH Automatyka Gdańsk          |
| 10 | SMS PZHL U20 Katowice         |
| 11 | KS Nesta Mires Toruń          |
| 12 | Zagłębie Sosnowiec S.A.       |

### Informacje o klubach
Przed startem nowego sezonu w kilku klubach przedłużono kontrakty z dotychczasowymi trenerami. Nową umowę podpisał Andrej Husau, który w poprzednim sezonie zdobył z GKS-em Tychy mistrzostwo Polski. Nowy kontrakt parafował również szkoleniowiec wicemistrzów Polski Tauronu GKS Katowice, Tom Coolen. Umowę z dotychczasowym szkoleniowcem Jiřím Šejbą przedłużono także w Unii Oświęcim. Nadal szkoleniowcem Comarch Cracovii będzie Rudolf Roháček, który pracuje w klubie z Krakowa od listopada 2004 roku. Na swoich stanowiskach pozostali Róbert Kaláber w JKH GKS Jastrzębie, Jacek Szopiński w PGE Orliku Opole oraz Juryj Czuch w beniaminku ligi Nieście Mires Toruń. W pozostałych klubach zatrudniono nowych trenerów. Szkoleniowcem MH Automatyki Gdańsk został Marek Ziętara, który na tym stanowisku zastąpił Białorusina Andreja Kawalou. Z kolei w kwietniu z Polonii Bytom odszedł pierwszy trener Aleš Totter. W czerwcu nowym trenerem Podhala został fiński trener pochodzący z Polski, Tomasz Valtonen, który równocześnie został selekcjonerem reprezentacji Polski. Na początku lipca trenerem Polonii został Rosjanin Andriej Parfionow, który w finalnej fazie sezonu 2017/2018 prowadził Podhale. Jego asystentem został dotychczasowy kapitan bytomian, Sebastian Owczarek.
Podczas spotkania organizacyjnego władz PHL przed startem sezonu 2018/2019 pojawiła się sugestia, aby do rozgrywek powróciła drużyna STS Sanok (opuściła PHL po sezonie 2015/2016), jednak władze tego klubu ponownie zgłosiły swój zespół do 2. ligi słowackiej. Starania o przyjęcie do PHL na zasadzie spełnienia wymogów tzw. „dzikiej karty” podjęli działacze Zagłębie Sosnowiec S.A., którego drużyna zajęła drugie miejsce w I lidze edycji 2017/2018. Władze PHL zaakceptowały akces sosnowieckiego klubu. Prócz jedenastu klubów został także uwzględniony udział w sezonie drużyny występującej pod auspicjami PZHL. 
| Klub                           | Prezes             | Trener               | Asystent trenera                        | Kapitan drużyny    |
| ------------------------------ | ------------------ | -------------------- | --------------------------------------- | ------------------ |
| Comarch Cracovia               | Janusz Filipiak    | Rudolf Roháček       | Dominik Salamon                         | Maciej Kruczek     |
| Tauron KH GKS Katowice         | Marcin Janicki     | Tom Coolen           | Piotr Sarnik                            | Tomasz Malasiński  |
| GKS Tychy                      | Grzegorz Bednarski | Andrej Husau         | Krzysztof Majkowski                     | Michał Kotlorz     |
| JKH GKS Jastrzębie             | Kazimierz Szynal   | Róbert Kaláber       | Rafał Bernacki                          | Radosław Nalewajka |
| KH Energa Toruń                | Bogdan Rozwadowski | Juryj Czuch          |                                         | Jarosław Dołęga    |
| Orlik Opole                    | Dariusz Sułek      | Jacek Szopiński      | –                                       | [ 26 ]             |
| Węglokoks Polska Polonia Bytom | Andrzej Banaszczak | Sebastian Kłaczyński | Sebastian Owczarek, Zbigniew Szydłowski | Łukasz Krzemień    |
| MH Automatyka Gdańsk           | Bartosz Purzyński  | Marek Ziętara        | Wital Grajewski                         | Jan Šteber         |
| KH TatrySki Podhale Nowy Targ  | Marcin Jurzec      | Tomasz Valtonen      | Marko Rönkkö                            | Jarosław Różański  |
| KS Unia Oświęcim               | Bożena Fraś        | Witold Magiera       |                                         | Mateusz Adamus     |
| Zagłębie Sosnowiec S.A.        | Marcin Jaroszewski | Marcin Kozłowski     | Jarosław Frączek                        | Łukasz Rutkowski   |
| Kadra PZHL U23                 | Mirosław Minkina   | Grzegorz Klich       |                                         |                    |

1. Szkoleniowcy drużyn ligowych przed sezonem zostali ogłoszeni członkami sztabu trenerskiego reprezentacji Polski seniorów: Tomasz Valtonen (Podhale) jako główny trener, Marek Ziętara (Gdańsk) jako trener i Jacek Szopiński (Orlik) jako asystent trenera[29].
2. Od początku sezonu trenerem Polonii Bytom był Andriej Parfionow do października 2018[30].
3. Od początku sezonu głównym szkoleniowcem Unii Oświęcim był Jiří Šejba, z którym rozwiązano kontrakt 28 grudnia 2018, a jego następcą został dotychczasowy asystent, Witold Magiera[31].
4. Od początku sezonu drużyna funkcjonowała pod nazwą PGE Orlik Opole. 5 lutego 2019 poinformowano o zakończeniu umowy sponsoringowej tego klubu z PGE Polską Grupą Energetyczną, a tym samym stwierdzono powrót do nazwy drużyn Orlik Opole[32].

## Regulamin i struktura ligi
Pod koniec czerwca władze ligi poinformowały, że nowy sezon ligowy rozpocznie się 14 września. Dwa dni wcześniej zostanie rozegrany mecz o Superpuchar Polski. 29 czerwca 2018 komisarzem Polskiej Hokej Ligi została Marta Zawadzka. W dniu 30 czerwca w Katowicach-Janowie odbył się Walny Zjazd Sprawozdawczy PZHL, na którym delegaci dyskutowali na temat kształtu ligi w nadchodzącym sezonie. Przyjęto również kilka uchwał. W połowie lipca po zakończeniu procesu licencyjnego został opublikowany terminarz rozgrywek.
W sezonie 2018/2019 drużyny rozegrają w sezonie zasadniczym cztery rundy spotkań w systemie „każdy z każdym” oraz dwa mecze z Kadrą PZHL – łącznie 42 spotkania. Punkty wywalczone w meczach przeciwko Kadrze PZHL będą zaliczane do łącznej punktacji. Kadra PZHL będzie rozgrywać tylko mecze wyjazdowe, a gospodarz spotkania zapewni dostęp do szatni i lodowiska, natomiast Kadra PZHL poniesie opłatę za sędziów. Kadrę PZHL będą tworzyć zawodnicy szerokiej Kadry Narodowej Seniorów – po uzgodnieniu z klubami poszczególnych hokeistów – powołani przez selekcjonera. Spotkania Kadry PZHL będą się odbywać w innych terminach niż mecze pozostałych drużyn ligowych. Po zakończeniu sezonu zasadniczego drużyny z miejsc 7, 8, 9 i 10 rozegrają spotkania rundy wstępnej Pre-Play-off w systemie: 7 miejsce – 10 miejsce, 8 miejsce – 9 miejsce do dwóch zwycięstw. Gospodarzem pierwszych i ewentualnie trzecich meczów rundy Pre-Play-off będą drużyny, które zajmą wyższe miejsca po sezonie zasadniczym. Zwycięzcy Pre-Play-off przystąpią do fazy Play-off – zwycięzca wyżej sklasyfikowany po rundzie zasadniczej z pozycji 7, zwycięzca niżej sklasyfikowany z pozycji 8. Z kolei kluby, które zostały pokonane przystąpią do barażu o utrzymanie w lidze. W meczach barażowych o utrzymanie w PHL do tych drużyn dołączy drużyna z miejsca 11 po sezonie zasadniczym oraz zwycięzca rozgrywek I ligi w sezonie 2018/2019. Rozegrają one cztery rundy spotkań systemem „każdy z każdym” – 12 spotkań. Zespoły z dwóch pierwszych miejsc utrzymają się w PHL, natomiast dwa najsłabsze kluby będą występować w I lidze w sezonie 2019/2020. Mecze rundy play-off w ćwierćfinałach, półfinałach i finale będą rozgrywane do czterech wygranych spotkań. W rywalizacji o brązowy medal drużyny rywalizować będą do dwóch wygranych meczów. Gospodarzem pierwszego i ewentualnego trzeciego meczu będzie klub wyżej sklasyfikowany po sezonie zasadniczym.
Na początku grudnia 2018 prezes PZHL, Mirosław Minkina, poinformował, że głównym sponsorem Polskiej Hokej Ligi zostały Polskie Zakłady Bukmacherskie (PZBuk), przedsiębiorstwo prowadzące legalne zakłady bukmacherskie.

## Lodowiska
Spośród uczestników największym lodowiskiem w lidze pod względem pojemności jest obiekt MH Automatyki Gdańsk, który może pomieścić 3867 widzów. Natomiast najmniejszym lodowiskiem dysponuje GKS Katowice. Wszystkie lodowiska są wyposażone w niezbędne zaplecze oraz spełniają wymogi rozgrywek międzynarodowych.
| Lp. | Miasto           | Klub                                         | Hala                          | Adres                                       | Pojemność | Zdjęcie |
| --- | ---------------- | -------------------------------------------- | ----------------------------- | ------------------------------------------- | --------- | ------- |
| 1   | Kraków           | MKS Comarch Cracovia                         | Lodowisko im. A.R.Kowalskiego | ul. Siedleckiego 7 31-538 Kraków            | 2 514     |         |
| 2   | Tychy            | GKS Tychy                                    | Stadion Zimowy                | ul. gen. Charles de Gaulle'a 2 43-100 Tychy | 2 535     |         |
| 3   | Jastrzębie-Zdrój | JKH GKS Jastrzębie                           | Jastor                        | ul. Leśna 1 44-335 Jastrzębie-Zdrój         | 1 986     |         |
| 4   | Nowy Targ        | TatrySki Podhale Nowy Targ                   | Miejska Hala Lodowa           | ul. Parkowa 14 34-400 Nowy Targ             | 2362      | brak    |
| 5   | Katowice         | KH Tauron GKS Katowice SMS PZHL U20 Katowice | Mały Spodek "Satelita"        | al. Wojciecha Korfantego 35 40-951 Katowice | 1 500     |         |
| 6   | Opole            | Orlik Opole                                  | Toropol                       | ul. Barlickiego 13 45-083 Opole             | 3 000     |         |
| 7   | Bytom            | TMH Tempish Polonia Bytom                    | Lodowisko przy ul. Pułaskiego | ul. Pułaskiego 71 41-908 Bytom              | 3 000     | brak    |
| 8   | Oświęcim         | KS Unia Oświęcim                             | Hala Lodowa MOSiR             | ul. Chemików 4 32-600 Oświęcim              | 2 686     |         |
| 9   | Toruń            | Nesta Mires Toruń                            | Tor-Tor                       | ul. gen. Józefa Bema 23/29 87-100 Toruń     | 2 997     |         |
| 10  | Gdańsk           | MH Automatyka Gdańsk                         | Hala Olivia                   | Al. Grunwaldzka 470 80-309 Gdańsk           | 3 867     |         |
| 11  | Sosnowiec        | Zagłębie Sosnowiec S.A.                      | Stadion Zimowy                | ul. Zamkowa 4 41-200 Sosnowiec              | 2125      |         |

## Sezon zasadniczy
W dniu 18 lipca 2018 zaprezentowany terminarz rozgrywek sezonu, w którym rundę zasadniczą zaplanowano na okres od 14 września 2018 do 27 stycznia 2019.

### Terminarz i wyniki
|  |  | 1. KOLEJKA |  |
|  |  | ---------- |  |

| 11.09.2018 | JKH Jastrzębie | 3:0 (2:0, 1:0, 0:0)              | Polonia        |
| 14.09.2018 | Podhale        | -:-                              | KH Toruń       |
| 14.09.2018 | Unia           | 3:2 d. (0:1, 1:1, 1:0, 1:0)      | Orlik          |
| 14.09.2018 | GKS Katowice   | 3:2 (2:0, 1:2, 0:0)              | Zagłębie       |
| 14.09.2018 | Cracovia       | 2:1 (1:1, 1:0, 0:0)              | MH Gdańsk      |
| 03.10.2018 | GKS Tychy      | 9:1 (4:0, 2:1, 3:0)              | Kadra PZHL     |
|            |                | 2. KOLEJKA                       |                |
| 16.09.2018 | GKS Tychy      | 3:2 (0:0, 2:2, 1:0)              | GKS Katowice   |
| 16.09.2018 | Polonia        | 5:4 d. (0:2, 3:2, 1:0, 1:0)      | Unia           |
| 16.09.2018 | MH Gdańsk      | 1:2 (0:0, 1:2, 0:0)              | JKH Jastrzębie |
| 16.09.2018 | KH Toruń       | 2:1 k. (1:0, 0:0, 0:1, 0:0, 1:0) | Cracovia       |
| 16.09.2018 | Zagłębie       | 1:7 (0:3, 0:0, 1:4)              | Podhale        |
| 18.09.2018 | Orlik          | 6:5 d. (2:2, 2:1, 1:2, 1:0)      | Kadra PZHL     |
|            |                | 3. KOLEJKA                       |                |
| 11.09.2018 | GKS Katowice   | 12:0 (7:0, 2:0, 3:0)             | Kadra PZHL     |
| 21.09.2018 | JKH Jastrzębie | 5:2 (0:1, 3:1, 2:0)              | KH Toruń       |
| 21.09.2018 | Podhale        | 1:3 (0:1, 0:1, 1:1)              | GKS Tychy      |
| 21.09.2018 | Unia           | 3:6 (1:1, 1:1, 1:4)              | MH Gdańsk      |
| 21.09.2018 | Polonia        | 6:3 (2:1, 1:2, 3:0)              | Orlik          |
| 21.09.2018 | Cracovia       | 4:1 (1:1, 0:0, 3:0)              | Zagłębie       |
|            |                | 4. KOLEJKA                       |                |
| 19.09.2018 | Polonia        | 7:2 (3:0, 1:2, 3:0)              | Kadra PZHL     |
| 23.09.2018 | MH Gdańsk      | 5:6 k. (0:1, 2:3, 3:1, 0:0, 0:2) | Orlik          |
| 23.09.2018 | KH Toruń       | 4:3 (2:1, 0:0, 2:2)              | Unia           |
| 23.09.2018 | Zagłębie       | 2:3 (0:2, 2:1, 0:0)              | JKH Jastrzębie |
| 23.09.2018 | GKS Tychy      | 3:2 d. (2:0, 0:1, 0:1, 1:0)      | Cracovia       |
| 23.09.2018 | GKS Katowice   | 6:3 (1:0, 2:2, 3:1)              | Podhale        |
|            |                | 5. KOLEJKA                       |                |
| 25.09.2018 | JKH Jastrzębie | 3:2 d. (0:1, 2:0, 0:1, 1:0)      | GKS Tychy      |
| 25.09.2018 | Unia           | 4:2 (2:2, 2:0, 0:0)              | Zagłębie       |
| 25.09.2018 | Polonia        | 2:3 (1:1, 0:2, 1:0)              | MH Gdańsk      |
| 25.09.2018 | GKS Katowice   | 4:5 (1:2, 1:0, 2:3)              | Cracovia       |
| 25.09.2018 | Orlik          | 2:4 (1:1, 1:1, 0:2)              | KH Toruń       |
| 09.10.2018 | Podhale        | 8:0 (0:0, 5:0, 3:0)              | Kadra PZHL     |
|            |                | 6. KOLEJKA                       |                |
| 05.09.2018 | MH Gdańsk      | 4:2 (2:0, 0:2, 2:0)              | Kadra PZHL     |
| 28.09.2018 | Zagłębie       | 3:2 d. (1:0, 0:2, 1:0, 1:0)      | Orlik          |
| 28.09.2018 | GKS Tychy      | 6:2 (4:1, 1:0, 1:1)              | Unia           |
| 28.09.2018 | Podhale        | 2:1 (0:1, 2:0, 0:0)              | Cracovia       |
| 28.09.2018 | KH Toruń       | 4:0 (1:0, 1:0, 2:0)              | Polonia        |
| 28.09.2018 | GKS Katowice   | 3:2 d. (1:0, 0:0, 1:2, 1:0)      | JKH Jastrzębie |
|            |                | 7. KOLEJKA                       |                |
| 30.09.2018 | JKH Jastrzębie | 1:4 (0:1, 0:2, 1:1)              | Podhale        |
| 30.09.2018 | GKS Katowice   | 4:1 (2:0, 0:0, 2:1)              | Unia           |
| 30.09.2018 | Orlik          | 1:5 (0:1, 0:1, 1:3)              | GKS Tychy      |
| 30.09.2018 | Polonia        | 0:1 (0:0, 0:0, 0:1)              | Zagłębie       |
| 30.09.2018 | MH Gdańsk      | 5:2 (3:0, 1:1, 1:1)              | KH Toruń       |
| 10.10.2018 | Cracovia       | 6:0 (1:0, 3:0, 2:0)              | Kadra PZHL     |
|            |                | 8. KOLEJKA                       |                |
| 04.09.2018 | KH Toruń       | 12:1 (2:0, 5:1, 5:0)             | Kadra PZHL     |
| 02.10.2018 | GKS Tychy      | 5:0 (1:0, 4:0, 0:0)              | Polonia        |
| 02.10.2018 | Podhale        | 1:0 k. (0:0, 0:0, 0:0, 0:0, 2:1) | Unia           |
| 02.10.2018 | GKS Katowice   | 11:3 (1:0, 4:3, 6:0)             | Orlik          |
| 02.10.2018 | Cracovia       | 1:0 (0:0, 0:0, 1:0)              | JKH Jastrzębie |
| 02.10.2018 | Zagłębie       | 4:1 (1:1, 2:0, 1:0)              | MH Gdańsk      |

|  |  | 9. KOLEJKA |  |
|  |  | ---------- |  |

| 12.09.2018 | JKH Jastrzębie | 3:2 (2:0, 1:2, 0:0)              | Kadra PZHL     |
| 05.10.2018 | Unia           | 5:3 (2:3, 3:0, 0:0)              | Cracovia       |
| 05.10.2018 | Orlik          | 2:3 d. (1:1, 1:0, 0:1, 0:1)      | Podhale        |
| 05.10.2018 | GKS Katowice   | 6:0 (4:0, 1:0, 1:0)              | Polonia        |
| 05.10.2018 | MH Gdańsk      | 2:3 d. (1:0, 0:1, 1:1, 0:1)      | GKS Tychy      |
| 05.10.2018 | KH Toruń       | 4:5 k. (0:0, 2:2, 2:2, 0:0, 1:2) | Zagłębie       |
|            |                | 10. KOLEJKA                      |                |
| 09.09.2018 | Zagłębie       | 7:2 (3:0, 2:1, 2:1)              | Kadra PZHL     |
| 07.10.2018 | Cracovia       | 2:3 (1:0, 1:1, 0:2)              | Orlik          |
| 07.10.2018 | GKS Tychy      | 0:2 (0:0, 0:2, 0:0)              | KH Toruń       |
| 07.10.2018 | GKS Katowice   | 2:0 (0:0, 1:0, 1:0)              | MH Gdańsk      |
| 07.10.2018 | JKH Jastrzębie | 7:4 (0:1, 4:2, 3:1)              | Unia           |
| 07.10.2018 | Podhale        | 6:3 (2:2, 3:0, 1:1)              | Polonia        |
|            |                | 11. KOLEJKA                      |                |
| 26.09.2018 | Unia           | 4:0 (1:0, 0:0, 3:0)              | Kadra PZHL     |
| 11.10.2018 | KH Toruń       | 2:6 (1:0, 1:1, 0:2)              | GKS Katowice   |
| 11.10.2018 | Polonia        | 3:8 (1:2, 1:4, 1:2)              | Cracovia       |
| 11.10.2018 | Orlik          | 3:2 d. (1:2, 0:0, 1:0, 1:0)      | JKH Jastrzębie |
| 11.10.2018 | MH Gdańsk      | 2:1 (0:0, 1:1, 1:0)              | Podhale        |
| 11.10.2018 | Zagłębie       | 5:6 (1:3, 2:1, 2:2)              | GKS Tychy      |
|            |                | 12. KOLEJKA                      |                |
| 12.10.2018 | KH Toruń       | 0:3 (0:0, 0:2, 0:1)              | GKS Katowice   |
| 14.10.2018 | JKH Jastrzębie | 6:0 (1:0, 2:0, 3:0)              | Orlik          |
| 14.10.2018 | Podhale        | 1:0 (1:0, 0:0, 0:0)              | MH Gdańsk      |
| 14.10.2018 | Cracovia       | 3:4 d. (1:1, 1:1, 1:1, 0:1)      | Polonia        |
| 13.11.2018 | Unia           | -:-                              | Kadra PZHL     |
| 14.11.2018 | GKS Tychy      | -:-                              | Zagłębie       |
|            |                | 13. KOLEJKA                      |                |
| 19.10.2018 | GKS Tychy      | 3:1 (1:0, 1:1, 1:0)              | KH Toruń       |
| 19.10.2018 | Polonia        | 2:5 (1:3, 1:0, 0:2)              | Podhale        |
| 19.10.2018 | Unia           | 0:1 (0:0, 0:1, 0:0)              | JKH Jastrzębie |
| 19.10.2018 | MH Gdańsk      | 1:2 (0:2, 1:0, 0:0)              | GKS Katowice   |
| 19.10.2018 | Orlik          | 2:3 (0:2, 1:0, 1:1)              | Cracovia       |
| 31.10.2018 | Zagłębie       | -:-                              | Kadra PZHL     |
|            |                | 14. KOLEJKA                      |                |
| 21.10.2018 | Polonia        | 1:8 (0:2, 0:4, 1:2)              | GKS Katowice   |
| 21.10.2018 | GKS Tychy      | 7:3 (1:0, 1:1, 5:2)              | MH Gdańsk      |
| 21.10.2018 | Zagłębie       | 2:6 (0:3, 0:1, 2:2)              | KH Toruń       |
| 21.10.2018 | Podhale        | 6:1 (2:0, 3:0, 1:1)              | Orlik          |
| 21.10.2018 | Cracovia       | 5:3 (1:2, 1:1, 3:0)              | Unia           |
| 21.11.2018 | JKH Jastrzębie | -:-                              | Kadra PZHL     |
|            |                | 15. KOLEJKA                      |                |
| 17.10.2018 | KH Toruń       | 8:2 (1:1, 4:0, 3:1)              | Kadra PZHL     |
| 26.10.2018 | Unia           | 5:2 (1:1, 2:0, 2:1)              | Podhale        |
| 26.10.2018 | Polonia        | 4:2 (1:1, 1:1, 2:0)              | GKS Tychy      |
| 26.10.2018 | JKH Jastrzębie | 4:3 (0:0, 1:1, 3:2)              | Cracovia       |
| 26.10.2018 | MH Gdańsk      | 3:5 (1:3, 2:1, 0:1)              | Zagłębie       |
| 26.10.2018 | Orlik          | 2:5 (1:2, 0:2, 1:1)              | GKS Katowice   |
|            |                | 16. KOLEJKA                      |                |
| 28.10.2018 | Unia           | 1:4 (0:0, 0:2, 1:2)              | GKS Katowice   |
| 28.10.2018 | GKS Tychy      | 10:2 (0:0, 6:0, 4:2)             | Orlik          |
| 28.10.2018 | Zagłębie       | 6:2 (1:0, 2:1, 3:1)              | Polonia        |
| 28.10.2018 | KH Toruń       | 4:0 (0:0, 2:0, 2:0)              | MH Gdańsk      |
| 28.10.2018 | Podhale        | 1:0 (1:0, 0:0, 0:0)              | JKH Jastrzębie |
| 28.11.2018 | Cracovia       | -:-                              | Kadra PZHL     |

### Tabela
| Msc. | Zespół                        | M  | Pkt | W  | WPD | WPK | PPD | PPK | P  | G+  | G−  | +/−  |
| ---- | ----------------------------- | -- | --- | -- | --- | --- | --- | --- | -- | --- | --- | ---- |
| 1.   | KH Tauron GKS Katowice        | 42 | 103 | 33 | 2   | 0   | 0   | 0   | 7  | 201 | 77  | +124 |
| 2.   | GKS Tychy                     | 42 | 102 | 30 | 3   | 1   | 3   | 1   | 4  | 199 | 86  | +113 |
| 3.   | KH TatrySki Podhale Nowy Targ | 42 | 90  | 27 | 2   | 2   | 0   | 1   | 10 | 157 | 85  | +72  |
| 4.   | JKH GKS Jastrzębie            | 42 | 78  | 23 | 2   | 0   | 3   | 2   | 12 | 125 | 76  | +49  |
| 5.   | MKS Comarch Cracovia          | 42 | 72  | 21 | 0   | 1   | 4   | 3   | 13 | 150 | 103 | +47  |
| 6.   | KH Energa Toruń               | 42 | 63  | 18 | 2   | 1   | 1   | 2   | 18 | 138 | 115 | +23  |
| 7.   | MH Automatyka Gdańsk          | 42 | 61  | 18 | 1   | 0   | 3   | 2   | 18 | 117 | 110 | +7   |
| 8.   | TH Unia Oświęcim              | 42 | 57  | 14 | 3   | 3   | 2   | 1   | 19 | 139 | 130 | +9   |
| 9.   | HK Zagłębie Sosnowiec         | 42 | 48  | 12 | 2   | 3   | 1   | 1   | 23 | 108 | 153 | −45  |
| 10.  | Orlik Opole                   | 42 | 26  | 5  | 3   | 1   | 3   | 0   | 30 | 94  | 210 | −116 |
| 11.  | TMH Tempish Polonia Bytom     | 42 | 18  | 4  | 2   | 1   | 0   | 0   | 35 | 88  | 248 | −160 |
| 12.  | SMS PZHL U20 Katowice         | 22 | 8   | 2  | 0   | 0   | 2   | 0   | 18 | 39  | 162 | −123 |

Legenda:

Msc. = lokata w tabeli, M = liczba rozegranych spotkań, Pkt = Liczba zdobytych punktów, W = Liczba meczów wygranych, WPD = Liczba meczów wygranych po dogrywce, WPK = Liczba meczów wygranych po karnych, PPD = Liczba meczów przegranych po dogrywce, PPK = Liczba meczów przegranych po karnych, P = Liczba meczów przegranych, G+ = Gole strzelone, G− = Gole stracone, +/− = Bilans bramkowy,  = Awans bezpośredni do fazy play-off,  = Rywalizacja o dwa miejsca w fazie play-off

### Statystyki
Stan na 30 stycznia 2019
| Miejsce | Zawodnik                                               | Bramki |
| ------- | ------------------------------------------------------ | ------ |
| 1.      | Andrej Themár (Unia Oświęcim)                          | 26     |
| 2.      | Siemion Garszyn (Tauron KH GKS Katowice)               | 26     |
| 3.      | Tomáš Sýkora (GKS Tychy)                               | 25     |
| 4.      | Władisław Jełakow (Orlik Opole / MH Automatyka Gdańsk) | 24     |
| 5.      | Mikołaj Łopuski (Tauron KH GKS Katowice)               | 22     |
| 6.      | Michael Cichy (GKS Tychy)                              | 22     |
| 7.      | Patryk Wronka (Tauron KH GKS Katowice)                 | 22     |
| 8.      | Michal Vachovec (Comarch Cracovia)                     | 22     |
| 9.      | Aleksiej Trandin (Orlik Opole / Unia Oświęcim)         | 22     |
| 10.     | Jesse Rohtla (Tauron KH GKS Katowice)                  | 22     |

| Miejsce | Zawodnik                                 | Asysty |
| ------- | ---------------------------------------- | ------ |
| 1.      | Daniił Oriechin (KH Energa Toruń)        | 34     |
| 2.      | Janne Laakkonen (Tauron KH GKS Katowice) | 33     |
| 3.      | Eetu Koski (TatrySki Podhale Nowy Targ)  | 32     |
| 4.      | Patryk Wronka (Tauron KH GKS Katowice)   | 32     |
| 5.      | Michal Vachovec (Comarch Cracovia)       | 31     |
| 6.      | Martin Przygodzki (MH Automatyka Gdańsk) | 30     |
| 7.      | Martin Čakajík (Tauron KH GKS Katowice)  | 29     |
| 8.      | Mateusz Bepierszcz (Comarch Cracovia)    | 29     |
| 9.      | Gleb Klimienko (GKS Tychy)               | 28     |
| 10.     | Andrej Themár (Unia Oświęcim)            | 28     |

| Miejsce | Zawodnik                                               | Punkty |
| ------- | ------------------------------------------------------ | ------ |
| 1.      | Andrej Themár (Unia Oświęcim)                          | 54     |
| 2.      | Daniił Oriechin (KH Energa Toruń)                      | 54     |
| 3.      | Michal Vachovec (Comarch Cracovia)                     | 53     |
| 4.      | Patryk Wronka (Tauron KH GKS Katowice)                 | 53     |
| 5.      | Władisław Jełakow (Orlik Opole / MH Automatyka Gdańsk) | 51     |
| 6.      | Michael Cichy (GKS Tychy)                              | 49     |
| 7.      | Mateusz Bepierszcz (Comarch Cracovia)                  | 48     |
| 8.      | Janne Laakkonen (Tauron KH GKS Katowice)               | 48     |
| 9.      | Siemion Garszyn (Tauron KH GKS Katowice)               | 46     |
| 10.     | Tomáš Sýkora (GKS Tychy)                               | 46     |

OBROŃCY
| Miejsce | Zawodnik | Bramki |
| ------- | -------- | ------ |
| 1.      |          |        |
| 2.      |          |        |
| 3.      |          |        |
| 4.      |          |        |
| 5.      |          |        |

| Miejsce | Zawodnik | Asysty |
| ------- | -------- | ------ |
| 1.      |          |        |
| 2.      |          |        |
| 3.      |          |        |
| 4.      |          |        |
| 5.      |          |        |

| Miejsce | Zawodnik | Punkty |
| ------- | -------- | ------ |
| 1.      |          |        |
| 2.      |          |        |
| 3.      |          |        |
| 4.      |          |        |
| 5.      |          |        |

POZOSTAŁE
| Miejsce | Zawodnik | +/- |
| ------- | -------- | --- |
| 1.      |          |     |
| 2.      |          |     |
| 3.      |          |     |
| 4.      |          |     |
| 5.      |          |     |

| Miejsce | Zawodnik | Gole |
| ------- | -------- | ---- |
| 1.      |          |      |
| 2.      |          |      |
| 3.      |          |      |
| 4.      |          |      |
| 5.      |          |      |

| Miejsce | Zawodnik | Kary |
| ------- | -------- | ---- |
| 1.      |          |      |
| 2.      |          |      |
| 3.      |          |      |
| 4.      |          |      |
| 5.      |          |      |

BRAMKARZE
| Miejsce | Zawodnik | % |
| ------- | -------- | - |
| 1.      |          |   |
| 2.      |          |   |
| 3.      |          |   |
| 4.      |          |   |
| 5.      |          |   |

| Miejsce | Zawodnik | Średnia |
| ------- | -------- | ------- |
| 1.      |          |         |
| 2.      |          |         |
| 3.      |          |         |
| 4.      |          |         |
| 5.      |          |         |

| Miejsce | Zawodnik | Mecze |
| ------- | -------- | ----- |
| 1.      |          |       |
| 2.      |          |       |
| 3.      |          |       |
| 4.      |          |       |
| 5.      |          |       |

Uwaga: Przy równej zdobyczy w klasyfikacji decydują inne czynniki: jako pierwszy wyższą pozycję promuje mniejsza liczba rozegranych spotkań. Ponadto decydujące są większa zdobycz strzelecka lub punktowa przy innych klasyfikacjach.

## Faza play-off
W sezonie 2018/2019 po raz drugi w historii polskiej ekstraligi wprowadzono etap kwalifikacji do play-off. Zgodnie z nowym zasadami po sezonie zasadniczym bezpośredni awans do fazy play-off uzyskały drużyny z miejsc 1-6. Zespoły z miejsc 7-10 zostały zakwalifikowane do fazy kwalifikacyjnej do play-off. W myśli regulaminu stworzono pary według zajętych miejsc (7 i 10 oraz 8 i 9), w których drużyny rywalizowały o awans do play-off. 
Wprowadzono zmiany dotyczące terminarza meczów w tej fazie. W przeciwieństwie do poprzednich edycji ligowych porzucono stałe terminy kolejnych spotkań play-off dla wszystkich par. Wprowadzono wspólny terminarz dla dwóch par ćwierćfinałowych oraz różny dla obu par półfinałowych. Wskutek tego mecze w tych etapach rozgrywano naprzemiennie w różnych dniach tygodnia, co sprzyjało także większej liczbie transmisji tych spotkań na antenie TVP Sport.
Pre play-off (30 stycznia, 1, 3 lutego):
- KS Unia Oświęcim – Zagłębie Sosnowiec 2:1
  - KS Unia Oświęcim – Zagłębie Sosnowiec 2:1 (0:1, 0:0, 2:0)
  - Zagłębie Sosnowiec – KS Unia Oświęcim 5:3 (3:1, 2:0, 0:2)
  - KS Unia Oświęcim – Zagłębie Sosnowiec 5:2 (3:0, 0:2, 2:0)
- MH Automatyka Gdańsk – Orlik Opole 2:0
  - MH Automatyka Gdańsk – Orlik Opole 6:1 (4:0, 2:0, 0:1)
  - Orlik Opole – MH Automatyka Gdańsk 0:9 (0:2, 0:3, 0:4)

Ćwierćfinały:
- KH Tauron GKS Katowice – KS Unia Oświęcim 4:3 (15, 18, 21, 24, 27 lutego, 2, 5 marca)
  - KH Tauron GKS Katowice – KS Unia Oświęcim 8:3 (4:1, 4:0, 0:2)
  -  KS Unia Oświęcim – KH Tauron GKS Katowice 5:2 (1:1, 3:1, 1:0)
  -  KH Tauron GKS Katowice – KS Unia Oświęcim 6:3 (4:1, 0:1, 2:1)
  - KS Unia Oświęcim – KH Tauron GKS Katowice 4:3 d. (2:1, 1:1, 0:1, d. 1:0)
  - KH Tauron GKS Katowice – KS Unia Oświęcim 0:3 (0:0, 0:1, 0:2)
  - KS Unia Oświęcim – KH Tauron GKS Katowice 2:4 (1:0, 0:3, 1:1)
  -  KH Tauron GKS Katowice – KS Unia Oświęcim 3:1 (2:0, 1:1, 0:0)
- GKS Tychy – MH Automatyka Gdańsk 4:3 (16, 19, 22, 25, 28 lutego, 3, 6 marca)
  - GKS Tychy – MH Automatyka Gdańsk 5:0 (1:0, 2:0, 2:0)
  - MH Automatyka Gdańsk – GKS Tychy 5:2 (2:0, 1:0, 2:2)
  - GKS Tychy – MH Automatyka Gdańsk 1:3 (0:2, 0:1, 1:0)
  - MH Automatyka Gdańsk – GKS Tychy 4:8 (1:3, 3:2, 0:3)
  - GKS Tychy – MH Automatyka Gdańsk 1:2 (1:0, 0:1, 0:1)
  - MH Automatyka Gdańsk – GKS Tychy 0:3 (0:1, 0:0, 0:2)
  -  GKS Tychy – MH Automatyka Gdańsk 2:0 (2:0, 0:0, 0:0)
- KH TatrySki Podhale Nowy Targ – KH Energa Toruń 4:2 (16, 19, 22, 25, 28 lutego, 3 marca)
  - KH TatrySki Podhale Nowy Targ – KH Energa Toruń 5:2 (1:0, 3:2, 1:0)
  - KH Energa Toruń – KH TatrySki Podhale Nowy Targ 2:1 (1:0, 0:1, 1:0)
  - KH TatrySki Podhale Nowy Targ – KH Energa Toruń 1:2 (1:0, 0:1, 0:1)
  - KH Energa Toruń – KH TatrySki Podhale Nowy Targ 1:3 (0:2, 1:1, 0:0)
  - KH TatrySki Podhale Nowy Targ – KH Energa Toruń 4:2 (1:0, 1:1, 2:1)
  - KH Energa Toruń – KH TatrySki Podhale Nowy Targ 1:4 (1:1, 0:1, 0:2)
- JKH GKS Jastrzębie – MKS Comarch Cracovia 0:4 (15, 18, 21, 24 lutego)
  -  JKH GKS Jastrzębie – MKS Comarch Cracovia 1:2 (1:0, 0:2, 0:0)
  - MKS Comarch Cracovia – JKH GKS Jastrzębie 3:1 (3:1, 0:0, 0:0)
  - JKH GKS Jastrzębie – MKS Comarch Cracovia 0:3 (0:1, 0:0, 0:2)
  - MKS Comarch Cracovia – JKH GKS Jastrzębie 8:2 (3:1, 3:0, 2:1)

Półfinały:
- KH Tauron GKS Katowice – MKS Comarch Cracovia 2:4 (11, 14, 17, 20, 23, 26 marca)
  -  KH Tauron GKS Katowice – MKS Comarch Cracovia 2:3 (0:0, 2:1, 0:2)
  -  MKS Comarch Cracovia – KH Tauron GKS Katowice 3:1 (1:0, 1:0, 1:1)
  -  KH Tauron GKS Katowice – MKS Comarch Cracovia 2:3 (1:1, 0:2, 1:0)
  -  MKS Comarch Cracovia – KH Tauron GKS Katowice 2:3 (0:1, 1:2, 1:0)
  -  KH Tauron GKS Katowice – MKS Comarch Cracovia 5:3 (3:0, 2:1, 0:2)
  - MKS Comarch Cracovia – KH Tauron GKS Katowice 2:1 d. (0:1, 1:0, 0:0, d. 0:0, d. 1:0)
- GKS Tychy – KH TatrySki Podhale Nowy Targ 4:3 (12, 15, 18, 21, 24, 27, 30 marca)
  -  GKS Tychy – KH TatrySki Podhale Nowy Targ 4:1 (0:0, 2:1, 2:0)
  -  KH TatrySki Podhale Nowy Targ – GKS Tychy 2:1 d. (0:0, 0:0, 1:1, d. 1:0)
  -  GKS Tychy – KH TatrySki Podhale Nowy Targ 3:2 d. (1:1, 1:1, 0:0, d. 1:0)
  - KH TatrySki Podhale Nowy Targ – GKS Tychy 5:2 (3:0, 1:1, 1:1)
  - GKS Tychy – KH TatrySki Podhale Nowy Targ 3:4 d. (2:0, 1:1, 0:2, d. 0:1)
  -  KH TatrySki Podhale Nowy Targ – GKS Tychy 1:2 d. (0:0, 1:1, 0:0, d. 0:0, d. 0:0, d. 0:0, d. 0:1), zwycięski gol: Alexander Szczechura (czas gry 125:40)[51]
  -  GKS Tychy – KH TatrySki Podhale Nowy Targ 7:1 (3:0, 2:0, 2:1)

Finał
- GKS Tychy – MKS Comarch Cracovia 4:2 (2, 4, 7, 9, 11, 13 kwietnia)
  -  GKS Tychy – MKS Comarch Cracovia 2:1 d. (1:0, 0:1, 0:0, 0:0, 0:0, 1:0)
  -  MKS Comarch Cracovia – GKS Tychy 3:1 (2:1, 0:0, 1:0)
  -  GKS Tychy – MKS Comarch Cracovia 3:5 (1:1, 1:3, 1:1)
  -  MKS Comarch Cracovia – GKS Tychy 0:4 (0:1, 0:2, 0:1)
  -  GKS Tychy – MKS Comarch Cracovia 4:2 (0:1, 2:1, 2:0)
  -  MKS Comarch Cracovia – GKS Tychy 1:2 (1:1, 0:0, 0:1)

Rywalizacja o brązowy medal (2, 4 kwietnia)
- KH Tauron GKS Katowice –  KH TatrySki Podhale Nowy Targ 2:1 (2, 4, 6 kwietnia)
  - KH Tauron GKS Katowice – KH TatrySki Podhale Nowy Targ 2:3 (0:1, 0:2, 2:0)
  - KH TatrySki Podhale Nowy Targ – KH Tauron GKS Katowice 1:4 (1:1, 0:2, 0:1)
  - KH Tauron GKS Katowice – KH TatrySki Podhale Nowy Targ 2:1 (1:0, 1:1, 0:0)

## Faza play-out
W sezonie 2018/2019 przewidziano rywalizację barażową o miejsce w kolejnej edycji rozgrywek (zwane play-out). Pierwotnie do baraży zostały zakwalifikowane: drużyna, która zajęła 11. miejsce po sezonie zasadniczym (Polonia Bytom), dwie drużyny wyeliminowane z fazy kwalifikacyjnej do play-off dla zespołów z miejsce 7-10 (Zagłębie Sosnowiec, Orlik Opole) oraz drużyna, która zajęła 1. miejsce w sezonie I ligi 2018/2019. Według regulaminu mecze pomiędzy zespołami miały być rozgrywane systemem każdy z każdym, zaś w rezultacie ustalonej kolejności dwie pierwsze drużyny miały zapewnić sobie miejsce w sezonie PHL 2019/2020, a dwie ostatnie drużyny miały zostać zdegradowane do sezonu I ligi 2019/2020. 
Jeszcze przed rozpoczęciem rozgrywki barażowej ogłoszono nieprzystąpienie do tej rywalizacji drużyny Polonii Bytom. Natomiast w trakcie trwającej rozgrywki barażowej ogłoszono, że drużyna Orlika Opole nie dokończy rywalizacji. W związku z powyższym ogłoszono, że drużyny Zagłębia Sosnowiec i Naprzodu Janów uzyskały prawo gry w następnym sezonie PHL.
Zgodnie z przyjętym terminarzem planowano rozegrać 12 kolejek po dwa mecze między drużynami w terminach 17, 20, 23, 26 lutego oraz 1, 7, 10, 13, 16, 19, 22, 29 marca. W rozegranych spotkaniach uzyskano wyniki:
- I – 17 lutego 2019:
  - HK Zagłębie Sosnowiec – Orlik Opole 6:2 (2:2, 3:0, 1:0)
  - Naprzód Janów – TMH Tempish Polonia Bytom 5:0 wo.
- II – 20 lutego 2019:
  - Orlik Opole – Naprzód Janów 3:5 (1:0, 1:3, 1:2)
  - TMH Tempish Polonia Bytom – HK Zagłębie Sosnowiec 0:5 wo.
- III – 23 lutego 2019:
  - Naprzód Janów – HK Zagłębie Sosnowiec 1:2 (0:1, 1:1, 0:0)
  - TMH Tempish Polonia Bytom – Orlik Opole 0:5 wo.
- IV – 26 lutego 2019:
  - Orlik Opole – HK Zagłębie Sosnowiec 1:8 (0:4, 0:3, 1:1)
  - TMH Tempish Polonia Bytom – Naprzód Janów 0:5 wo.
- V – 1 marca 2019:
  - HK Zagłębie Sosnowiec – TMH Tempish Polonia Bytom 5:0 wo.
  - Naprzód Janów – Orlik Opole 4:5 (1:0, 0:3, 3:2)

Reszta zaplanowanych spotkań nie odbyła się.

## Końcowa kolejność
| Lp. | Drużyna                       | Uwagi                                                                                 |
| --- | ----------------------------- | ------------------------------------------------------------------------------------- |
| 1.  | GKS Tychy                     | Zdobywca Superpucharu Polski 2018. Kwalifikacja do Hokejowej Ligi Mistrzów 2019/2020. |
| 2.  | MKS ComArch Cracovia          |                                                                                       |
| 3.  | Tauron KH GKS Katowice        | Pierwsze miejsce po sezonie zasadniczym.                                              |
| 4.  | KH TatrySki Podhale Nowy Targ |                                                                                       |
| 5.  | JKH GKS Jastrzębie            | Zdobywca Pucharu Polski 2018.                                                         |
| 6.  | KH Energa Toruń               |                                                                                       |
| 7.  | MH Automatyka Gdańsk          |                                                                                       |
| 8.  | KS Unia Oświęcim              |                                                                                       |
| 9.  | Zagłębie Sosnowiec            |                                                                                       |
| 10. | PGE Orlik Opole               | Degradacja z PLH.                                                                     |
| 11. | TMH Tempish Polonia Bytom     | Degradacja z PLH.                                                                     |
| 12. | SMS PZHL U20 Katowice         | Stały status ligowy.                                                                  |